# Rok Skol
Rok Skol (* 24. August 1993 in Slowenien) ist ein slowenischer Handballspieler.

## Karriere
Skol begann in seiner Jugend beim RK Trimo Trebnje Handball zu spielen. 2010/11 rückte der Rückraumspieler in die erste Mannschaft der Slowenen auf. 2018/19 wurde Skol von der HSG Graz für die Spusu LIGA verpflichtet. 2022 verließ er den Verein nach Ungarn zu KK Csurgo. Seit 2023 spielt er wieder in seiner slowenischen Heimat bei RD Riko Ribnica.

## Saisonbilanzen

### Spusu LIGA
| 2018/19   | HSG Graz                                                        | Spusu LIGA                                                      | 27                                                              | 76                                                              | 23/28                                                           | 53                                                              |                                                                 |                                                                 |                                                                 |                                                                 |
| 2019/20   | Saison aufgrund der COVID-19-Pandemie in Österreich abgebrochen | Saison aufgrund der COVID-19-Pandemie in Österreich abgebrochen | Saison aufgrund der COVID-19-Pandemie in Österreich abgebrochen | Saison aufgrund der COVID-19-Pandemie in Österreich abgebrochen | Saison aufgrund der COVID-19-Pandemie in Österreich abgebrochen | Saison aufgrund der COVID-19-Pandemie in Österreich abgebrochen | Saison aufgrund der COVID-19-Pandemie in Österreich abgebrochen | Saison aufgrund der COVID-19-Pandemie in Österreich abgebrochen | Saison aufgrund der COVID-19-Pandemie in Österreich abgebrochen | Saison aufgrund der COVID-19-Pandemie in Österreich abgebrochen |
| 2020/21   | HSG Graz                                                        | Spusu LIGA                                                      | 24                                                              | 112                                                             | 43/55                                                           | 69                                                              |                                                                 |                                                                 |                                                                 |                                                                 |
| 2018–2021 | gesamt                                                          | Spusu LIGA                                                      | 51                                                              | 188                                                             | 66/83 (80 %)                                                    | 122                                                             |                                                                 |                                                                 |                                                                 |                                                                 |